# Terra Indígena Parque do Tumucumaque
O Parque do Tumucumaque é uma terra indígena na Amazônia Legal com área de 3 071 mil hectares, localizada nos estado brasileiros do Amapá e do Pará, é habitada por sete povos: Isolados Akurio, Isolados do Citaré, Isolados do Mapari, Akuriyó, Aparai, Katxuyana, Tiriyó e, Wayana, formando uma população total de 2 828 pessoas.
Em 2007, os povos tradicionais, incluindo os indígenas, foram reconhecidas pelo Governo do Brasil, através da Política Nacional de Desenvolvimento Sustentável dos Povos e Comunidades Tradicionais (PNPCT), por terem o modo de vida ligado aos recursos naturais e ao meio ambiente de forma harmônica e o uso comunitário da terra. Reafirmando aos indígenas o direito a sua terra tradicional e a proteção do governo do Brasil. Assim, a Fundação Nacional dos Povos Indígenas (FUNAI) e o Ministério da Saúde do Brasil atuam nesta área através da Coordenação Regional e Distrito Sanitário Indígena "Amapá e Norte do Pará".
Esta área habitada do Tumucumaque está registrada no CRI e na Secretaria de Patrimônio da União (SPU) via decreto s/n de 04/11/1997.

## Distribuição municipal
Esta TI está presente em cinco municípios brasileiros:
| # | Município             | Área municípal (ha) | TI no município (ha) |
| - | --------------------- | ------------------- | -------------------- |
| 1 | Alenquer              | 2 364.545           | 174 241 (5,67%)      |
| 2 | Almeirim              | 7 295.479           | 1 334.761 (43,46%)   |
| 3 | Laranjal do Jari (AP) | 3 078.299           | 61 053 (1,99%)       |
| 4 | Óbidos                | 2 802.144           | 651 719 (21,22%)     |
| 5 | Oriximiná             | 10 760.366          | 864 264 (28,14%)     |

## Geografia
Quase 44% deste território esta localizado no município paraense de Almeirim com 1 334.761 hectares, seguido de Óbidos e Oriximiná com menos de 30%, e Laranjal do Jari com 1,99%.
A TI de Tumucumaque está localizada na bacia hidrográfica dos rios Jari, Paru e, Trombetas, e faz parte do bioma Amazônico, composto por uma vegetação com predominância de mata densa com 61,33%, seguido de savanas do tipo ombrófila e do tipo pioneira com 20,68% e 17,99% respectivamente.

## Organizações
Nesta área atuam as seguintes organizações:
- Articulação das Mulheres Indígenas Tiriyó, Katxuyana e Txikiyana (AMITIKATXI);
- Articulação de Mulheres Indígenas Wayana e Aparai (Amiwa);
- Associação dos Povos Indígenas Tiriyó Katxuyana Txikiyana (Apitikatxi);
- Associação dos Povos Indígenas Waiana e Aparai (Apiwa);
- Centro de Cultura dos Povos Wayana e Aparai (CCPWA);

- Secretaria de Saude Indígena (Sesai-FUNASA);
- Missão Tiriós
- Sociedade Internacional de Linguística (MISSÃO SIL);
- Equipe de Conservação da Amazônia (ONG ECAM), e;
- Instituto de Pesquisa e Formação Indígena (ONG Iepé).

Estas organizações realizam três projetos nesta área:
- Pontão de Cultura Arte e Vida dos Povos Indígenas do Amapá e Norte do Pará II;
- Ponto de Cultura (AP/PA), e;
- Pontão de Cultura Arte e Vida dos Povos Indígenas do Amapá e Norte do Pará I (AM/PA).

## Ameaças
A terra indígena é ameaçada por exploradores do tipo garimpeiro.
De acordo com o projeto Monitoramento da Floresta Amazônica Brasileira por Satélite (PRODES) do Instituto Nacional de Pesquisas Espaciais (INPE), esta área sofreu desmatamento de 4 328  ha até o ano 2023.
A comunidade da TI reclama do atendimento precário da saúde, com falta de medicamentos básicos. Com uma infraestrutura antiga (50 anos) para atender a atual quantidade populacional, de quase 3 mil pessoas, levando ao aumenta de doentes.